# Computador mecànic

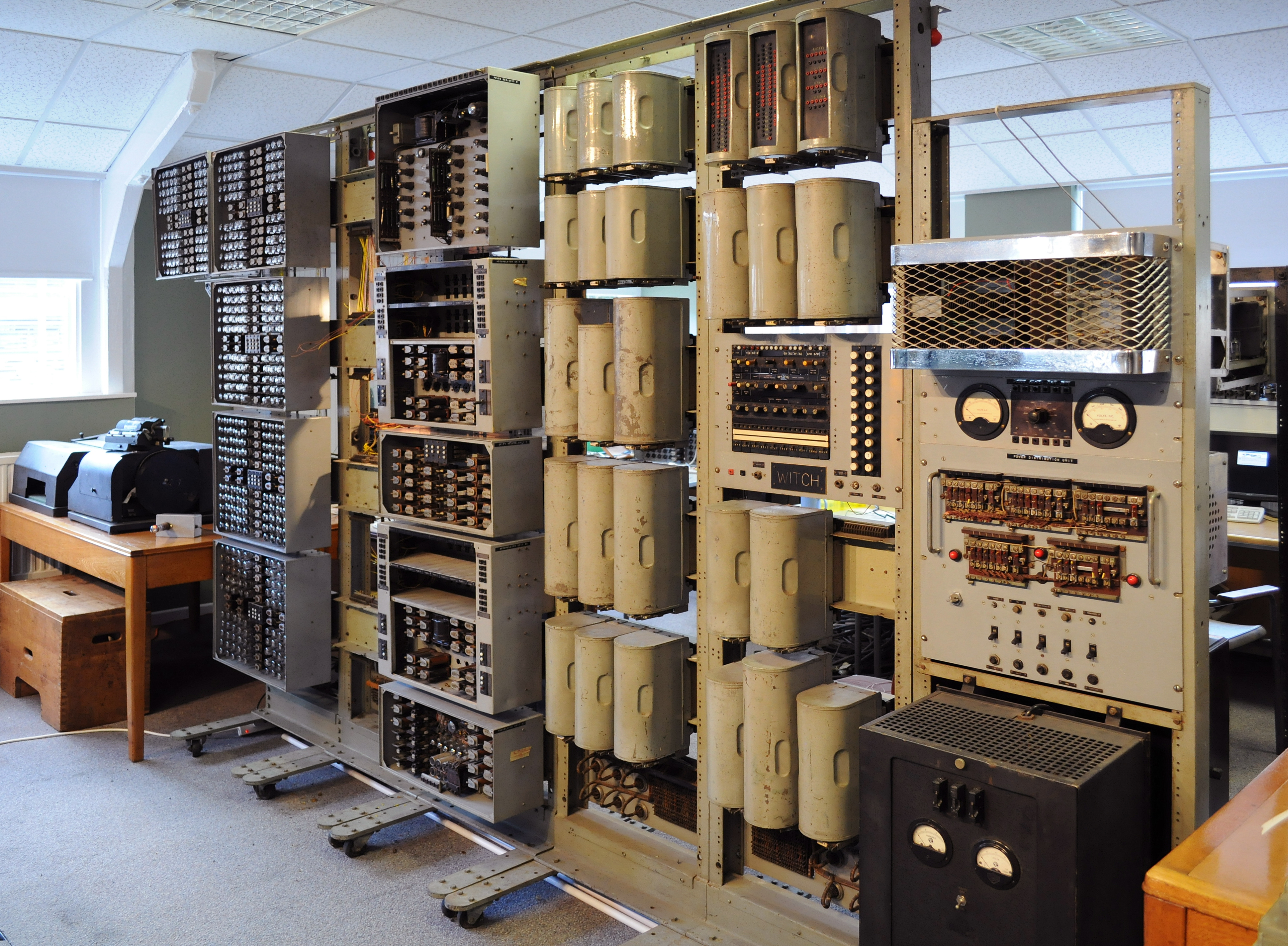
Harwell Dekatron

Un computador mecànic és un computador construït a partir de components mecànics com palanques i engranatges en lloc de components electrònics. Els exemples més comuns són les màquines de sumar i els comptadors mecànics, que utilitzen el gir d'engranatges per augmentar les visualitzacions de sortida. Exemples més complexos podrien dur a terme la multiplicació i la divisió (Friden va utilitzar un cap mòbil que s'aturava a cada columna) i fins i tot l'anàlisi diferencial. Un model, la màquina de comptabilitat Ascota 170 venuda a la dècada de 1960 va calcular arrels quadrades.
Els computadors mecànics poden ser analògics, utilitzant mecanismes suaus com ara plaques corbes o regles de diapositives per a càlculs; o digital, que utilitzen engranatges.

## Història

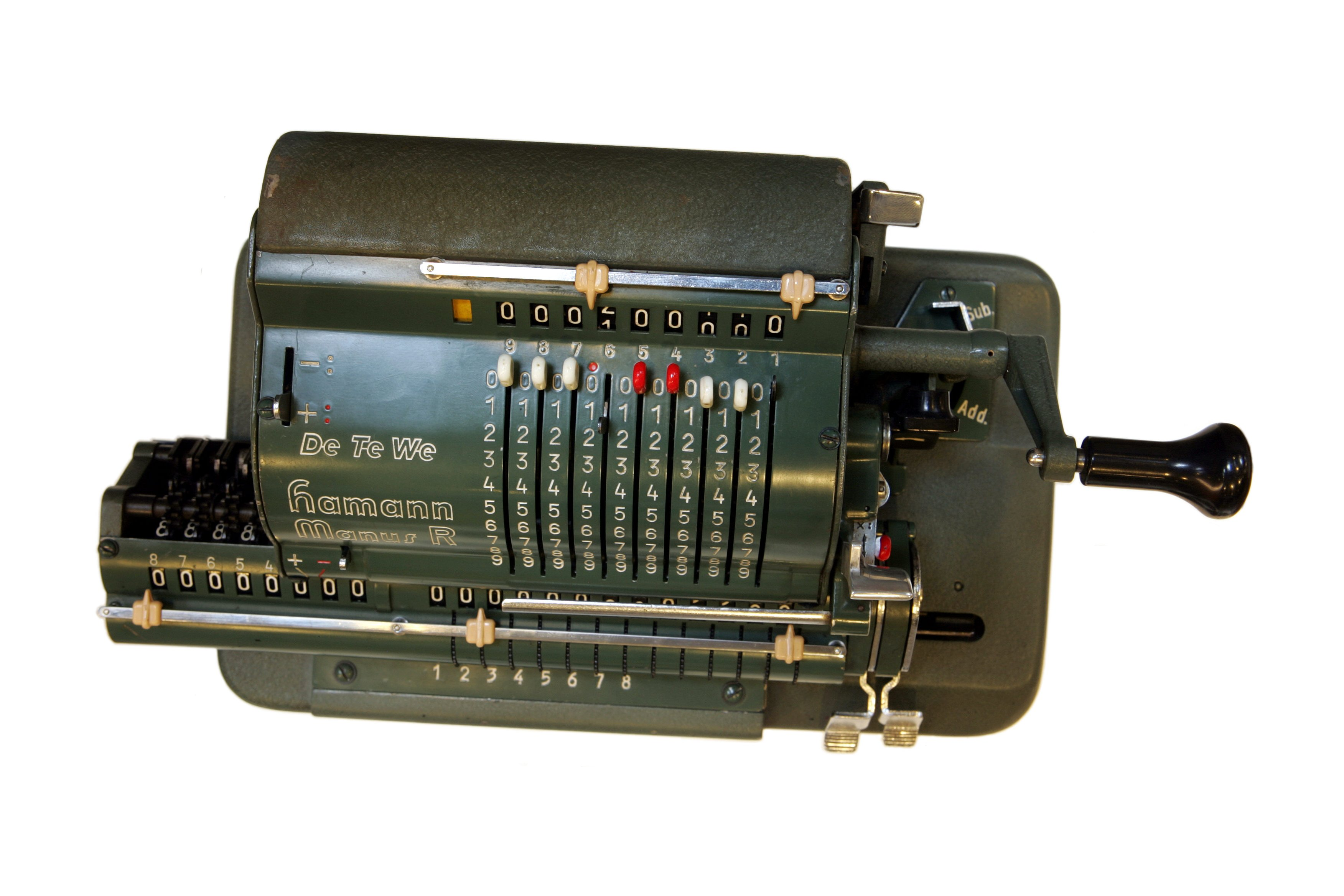
Hamann Manus R

Els computadors mecànics van assolir el seu apogeu durant la Segona Guerra Mundial, quan van formar la base de complexos visors de bombes, inclòs el Norden, així com els dispositius similars per a càlculs de vaixells com l' computador de dades de torpedes dels EUA o la taula de control de foc de l'Almirallat Britànic. Cal destacar els instruments de vol mecànics per a les primeres naus espacials, que proporcionaven la seva sortida calculada no en forma de dígits, sinó mitjançant els desplaçaments de superfícies indicadores. Des del primer vol espacial tripulat de Yuri Gagarin fins a l'any 2002, totes les naus espacials tripulades soviètiques i russes Vostok, Voskhod i Soyuz estaven equipades amb un instrument <i id="mwIg">Globus</i> que mostrava el moviment aparent de la Terra sota la nau espacial mitjançant el desplaçament d'un globus terrestre en miniatura, més latitud i latitud. indicadors de longitud.
Els computadors mecànics es van continuar utilitzant durant la dècada de 1960, però ràpidament van ser substituïts per calculadores electròniques, que, amb sortida de tub de raigs catòdics, van sorgir a mitjans dels anys seixanta. L'evolució va culminar a la dècada de 1970 amb la introducció de calculadores electròniques portàtils de baix cost. L'ús d'computadors mecànics va disminuir a la dècada de 1970 i era poc freqüent als anys vuitanta.
El 2016, la NASA va anunciar que el seu programa Automaton Rover for Extreme Environments utilitzaria un computador mecànic per operar en les dures condicions ambientals que es troben a Venus.

## Exemples

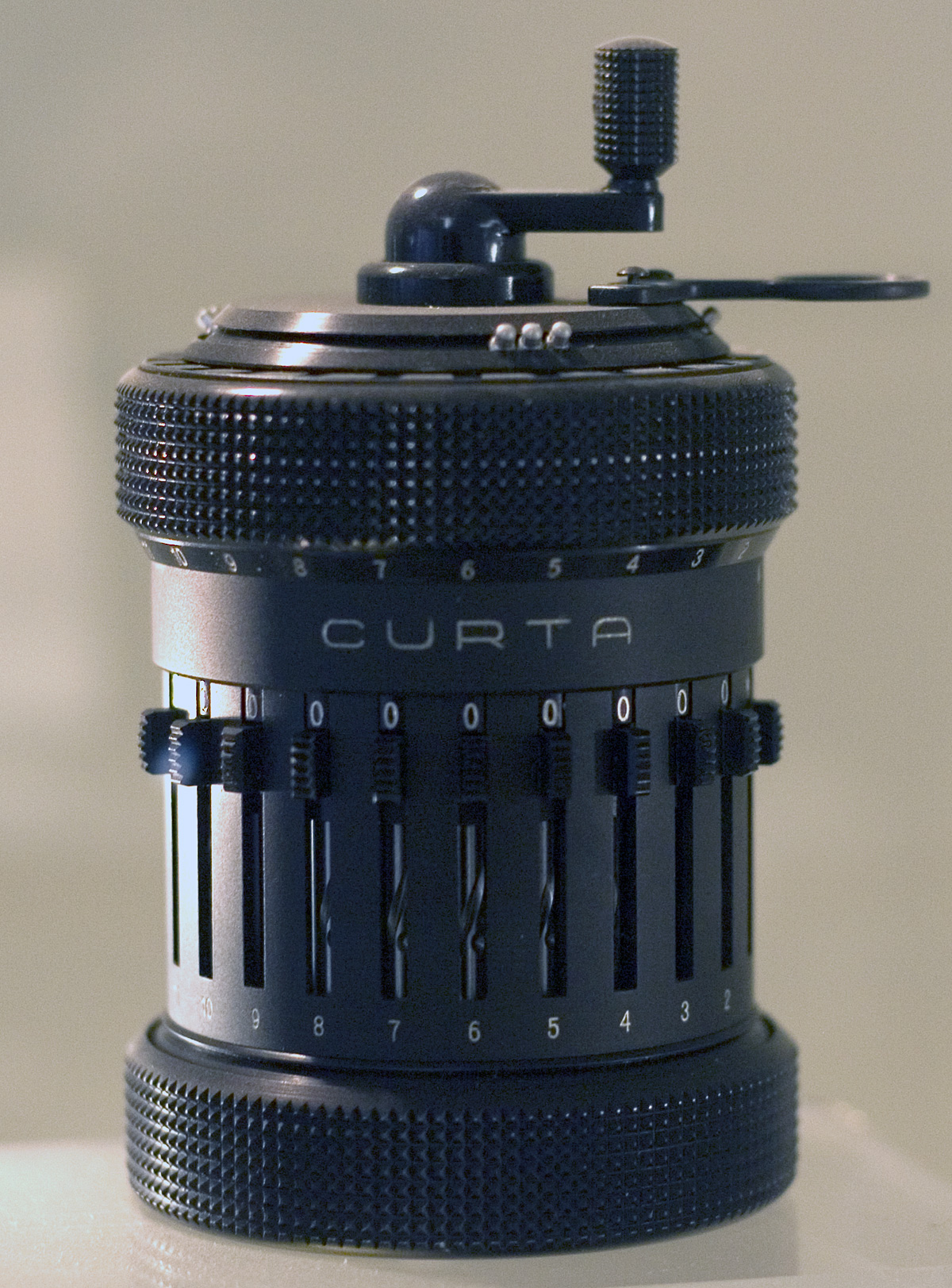
Calculadora Curta

- Mecanisme d' Antikythera, c. 100 aC – Un rellotge astronòmic mecànic.
- Màquina còsmica, 1092: la torre del rellotge astronòmic hidromecànic de Su Song, inventada durant la dinastia Song, que va incloure l'ús d'un mecanisme d'escapament primerenc aplicat al rellotge.[2][3][4][5]
- Rellotge del castell, 1206 - El rellotge del castell d'Al-Jazari, un rellotge astronòmic mecànic hidroelèctric, va ser el primer computador analògic programable.[6]
- Pascaline, 1642 - La màquina aritmètica de Blaise Pascal pensava principalment com una màquina de sumar que podia sumar i restar dos nombres directament, així com multiplicar i dividir per repetició.
- Stepped Reckoner, 1672 - La calculadora mecànica de Gottfried Wilhelm Leibniz que podia sumar, restar, multiplicar i dividir.
- Difference Engine, 1822 - Dispositiu mecànic de Charles Babbage per calcular polinomis.
- Analytical Engine, 1837: un dispositiu posterior de Charles Babbage que es podria dir que encapsula la majoria dels elements dels computadors moderns.
- Odhner Aritmometre, 1873 - WT Calculadora d'Odhner que va tenir milions de clons fabricats fins als anys setanta.
- Integrador de bola i disc, 1886: William Thomson el va utilitzar al seu Harmonic Analyzer per mesurar les altures de les marees calculant els coeficients d'una sèrie de Fourier.
- Màquina analítica de 1909 de Percy Ludgate : el segon dels dos motors analítics mecànics dissenyats mai.
- Marchant Calculator, 1918 - La més avançada de les calculadores mecàniques. El disseny clau va ser de Carl Friden .
- István Juhász Gamma-Juhász[7][8][9] (principis de la dècada de 1930)
- Kerrison Predictor ("finals de la dècada de 1930"?)
- Z1, 1938 (a punt el 1941) - Calculadora mecànica de Konrad Zuse (tot i que les imprecisions de les peces van dificultar la seva funció)[10]
- Mark I Fire Control Computer, desplegat per la Marina dels Estats Units durant la Segona Guerra Mundial (1939 a 1945) i fins a 1969 o posterior.
- Calculadora Curta, 1948
- Moniac, 1949 - Un computador analògic utilitzat per modelar o simular l'economia del Regne Unit.
- Instrument de navegació IMP de la nau espacial Voskhod "Globus", principis dels anys 60
- Digi-Comp I, 1963 - Un computador digital educatiu de 3 bits
- Digi-Comp II, mitjans dels anys 60: un computador digital de bola rodant
- Autòmat: dispositius mecànics que, en alguns casos, poden emmagatzemar dades i realitzar càlculs, i realitzar altres tasques complicades.
- Turing Tumble, 2017: un computador educatiu complet de Turing inspirat parcialment en el Digi-Comp II

## Computadors electromecànics

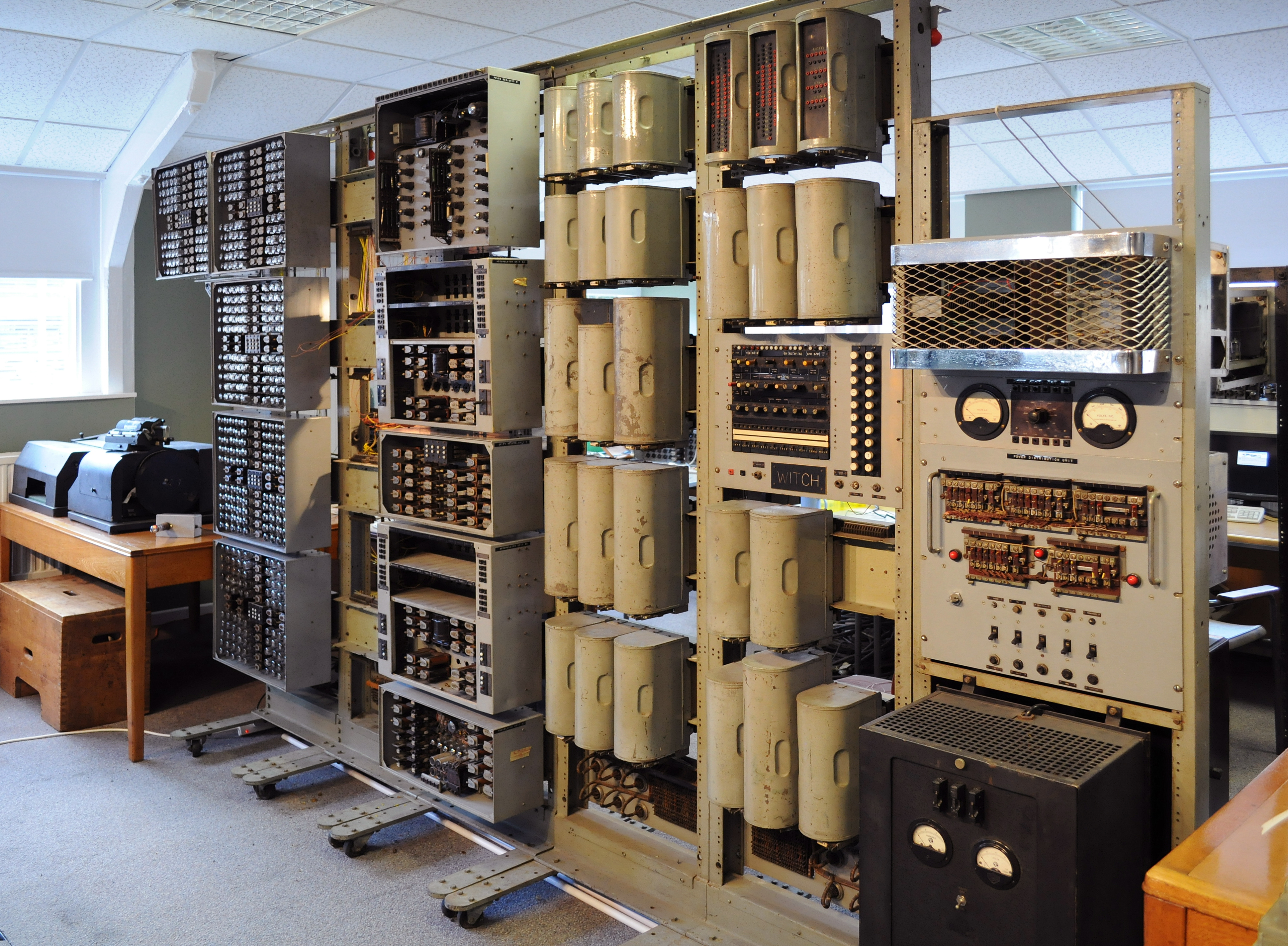
Harwell Dekatron

Els primers computadors elèctrics construïts a partir d'interruptors i lògica de relés en lloc de tubs de buit, tubs de càtode fred (tiratrons) o transistors, a partir dels quals es van construir els computadors electrònics posteriors es classifiquen com a computadors electromecànics. Aquests van variar molt en disseny i capacitats, amb algunes unitats posteriors capaços d'aritmètica de coma flotant. Alguns computadors basats en relés van romandre en servei després del desenvolupament dels computadors de tubs de buit, on la seva velocitat més lenta es va compensar amb una bona fiabilitat. Alguns models es van crear com a processadors duplicats per detectar errors, o podrien detectar errors i tornar a intentar la instrucció. Uns quants models es van vendre comercialment amb múltiples unitats produïdes, però molts dissenys eren produccions experimentals puntuals.
.
| Nom                                                | País              | Curs       | Observacions | Referència |
| -------------------------------------------------- | ----------------- | ---------- | --- | ---------- |
| computador de relé automàtic                       | UK                | 1948       | The Booths, experimental |            |
| ARRA                                               | Països Baixos     | 1952       | experimental |            |
| ESCOCIA                                            | Suècia            | 1952       | experimental |            |
| FACOM-100                                          | Japó              | 1954       | comercial de Fujitsu |            |
| FACOM-128                                          | Japó              | 1956       | comercial |            |
| computador Harwell                                 | UK                | 1951       | més tard conegut com a BRUIXA |            |
| Harvard Mark I                                     | Estats Units      | 1944       | "Calculadora automàtica IBM controlada per seqüències"                                                                                                |            |
| Harvard Mark II                                    | EUA               | 1947       | "Calculadora de relés Aiken" |            |
| IBM SSEC                                           | EUA               | 1948       | |            |
| Motor de computació de l'Imperial College (ICCE)   | UK                | 1951       | Electromecànica |            |
| Oficina d'Investigació Naval ONR Relleu computador | EUA               | 1949       | Emmagatzematge de tambor de 6 bits, però relé electromecànic ALU basat en Atlas, antigament computador de criptologia de la Marina ABEL               |            |
| OPREMA                                             | Alemanya de l'Est | 1955       | Ús comercial a Zeiss Optical a Jena |            |
| RVM-1                                              | Unió Soviètica    | 1957       | Alexander Kronrod |            |
| SAPO                                               | Txecoslovàquia    | 1957       | |            |
| Simó                                               | EUA               | 1950       | Article de la revista de demostració de lògica aficionada                                                                                             |            |
| Z2                                                 | Alemanya          | 1940       | Konrad Zuse |            |
| Z3                                                 | Alemanya          | 1941       | Zuse |            |
| Z4                                                 | Alemanya          | 1945       | Zuse |            |
| Z5                                                 | Alemanya          | 1953       | Zuse |            |
| Z11                                                | Alemanya          | 1955       | Zuse, comercial |            |
| Bell Labs Model I                                  | EUA               | 1940       | George Stibitz, "Complex Number Calculator", 450 relés i interruptors de barra transversal, demostració d'accés remot el 1940, utilitzat fins al 1948 |            |
| Bell Labs Model II                                 | EUA               | 1943       | "Relay Interpolator", utilitzat per a treballs en temps de guerra, tancat el 1962                                                                     |            |
| Bell Labs Model III                                | EUA               | 1944       | "computador balístic", utilitzat fins al 1949 |            |
| Bell Labs Model IV                                 | EUA               | 1945       | "Detector d'errors Mark 22" de la Marina, utilitzat fins al 1961                                                                                      |            |
| Bell Labs Model V                                  | EUA               | 1946, 1947 | Dues unitats lliurades, de propòsit general, integrades en funcions trigonomètriques, aritmètica de coma flotant                                      |            |
| Bell Labs Model VI                                 | EUA               | 1949       | Propòsit general, Model V simplificat amb diverses millores                                                                                           |            |
| Multiplicador de criptoanàlisi sense nom           | UK                | 1937       | Turing |            |
| computador de relé                                 | EUA               | 2006       | Harry Porter's Relay Computer, demostrador/afició, però memòria de circuit integrat.                                                                  |            |

| Name                                        | Country        | Year       | Remarks | Reference                   |
| ------------------------------------------- | -------------- | ---------- | --- | --------------------------- |
| Automatic Relay Computer                    | UK             | 1948       | The Booths, experimental | [ 11 ]                      |
| ARRA                                        | Netherlands    | 1952       | experimental |                             |
| BARK                                        | Sweden         | 1952       | experimental |                             |
| FACOM-100                                   | Japan          | 1954       | Fujitsu commercial | [ 12 ]                      |
| FACOM-128                                   | Japan          | 1956       | commercial | [ 13 ]                      |
| Harwell computer                            | UK             | 1951       | later known as WITCH |                             |
| Harvard Mark I                              | United States  | 1944       | "IBM Automatic Sequence Controlled Calculator"                                                                                  |                             |
| Harvard Mark II                             | USA            | 1947       | "Aiken Relay Calculator" |                             |
| IBM SSEC                                    | USA            | 1948       | |                             |
| Imperial College Computing Engine (ICCE)    | UK             | 1951       | Electro-mechanical | [ 15 ] [ 16 ] [ 17 ]        |
| Office of Naval Research ONR Relay Computer | USA            | 1949       | 6-bit, drum storage, but electro-mechanical relay ALU based on Atlas, formerly Navy cryptology computer ABEL                    | [ 18 ] [ 19 ] [ 20 ] [ 21 ] |
| OPREMA                                      | East Germany   | 1955       | Commercial use at Zeiss Optical in Jena                                                                                         | [ 22 ]                      |
| RVM-1                                       | Soviet Union   | 1957       | Alexander Kronrod | [ 23 ]                      |
| SAPO                                        | Czechoslovakia | 1957       | |                             |
| Simon                                       | USA            | 1950       | Hobbyist logic demonstrator magazine article                                                                                    |                             |
| Z2                                          | Germany        | 1940       | Konrad Zuse |                             |
| Z3                                          | Germany        | 1941       | Zuse |                             |
| Z4                                          | Germany        | 1945       | Zuse |                             |
| Z5                                          | Germany        | 1953       | Zuse |                             |
| Z11                                         | Germany        | 1955       | Zuse, commercial |                             |
| Bell Labs Model I                           | USA            | 1940       | George Stibitz, "Complex Number Calculator", 450 relays and crossbar switches, demonstrated remote access 1940, used until 1948 | [ 24 ]                      |
| Bell Labs Model II                          | USA            | 1943       | "Relay Interpolator", used for wartime work, shut down 1962                                                                     | [ 24 ]                      |
| Bell Labs Model III                         | USA            | 1944       | "Ballistic Computer", used until 1949                                                                                           | [ 24 ]                      |
| Bell Labs Model IV                          | USA            | 1945       | Navy "Mark 22 Error Detector", used until 1961                                                                                  | [ 24 ]                      |
| Bell Labs Model V                           | USA            | 1946, 1947 | Two units delivered, general-purpose, built in trigonometric functions, floating-point arithmetic                               | [ 24 ]                      |
| Bell Labs Model VI                          | USA            | 1949       | General purpose, simplified Model V with several enhancements                                                                   |                             |
| Unnamed cryptanalysis multiplier            | UK             | 1937       | Turing | [ 25 ] [ 26 ]               |
| Relay Computer                              | USA            | 2006       | Harry Porter's Relay Computer, demonstrator/hobby, but integrated circuit memory.                                               | [ 27 ]                      |